# René de la Vega
René Arturo de la Vega Fuentes (Recoleta, 6 de noviembre de 1977) es un músico, cantante, arquitecto, constructor civil y político chileno. Actualmente ejerce como alcalde de la comuna de Conchalí.

## Carrera musical
A fines de la década de 1990 tuvo una breve carrera como cantante, con modesta figuración y dos álbumes de estudio. Su debut fue específicamente en 1999, con un álbum homónimo y producido por medios propios, cuyo sencillo más destacado fue «Chica rica», el que obtuvo cierta difusión en radios y también en televisión, con un videoclip de bajo presupuesto protagonizado por su hermana, María José. De la Vega fue invitado a algunos estelares televisivos, donde la tónica era mofarse de su estilo más que promover su carrera artística. El segundo sencillo del mismo disco fue «Chica colegiala».
En 2002 estrenó un segundo álbum, Vuelvo a vivir, que tuvo dos sencillos con videoclips animados, pero no consiguió la difusión del primero. Tras ello, De la Vega se retira de la música (algo deprimido tras darse cuenta de que los medios masivos se burlaban de él), pero con los años se vuelve un personaje popular de culto, y protagoniza esporádicas presentaciones en fiestas kitsch.

## Estudios y carrera política
De la Vega realizó estudios de técnico de nivel superior en edificación (2003) y construcción civil en Inacap, y de arquitectura en Uniacc, donde se tituló en 2009. Posteriormente comenzó estudios de derecho en la Universidad Central.
En las elecciones municipales de 2016 se presentó como candidato independiente a alcalde de la comuna de Conchalí. En los comicios del 23 de octubre de 2016 se impuso por estrecho margen. Su rival, Marcela Rosales (PS), impugnó la elección, pero el Tribunal Calificador de Elecciones (Tricel) ratificó el triunfo del independiente en noviembre. Asumió como edil el 6 de diciembre de 2016.
En octubre de 2024, René de la Vega se postuló nuevamente para la Alcaldía de la comuna de Conchalí en las elecciones municipales, siendo reelegido con un porcentaje del 34,34% y obteniendo un total de 27,417 votos.

## Discografía
- René de la Vega (1999)
- Vuelvo a vivir (2002)

## Historial electoral
| Año  | Tipo                  | Territorio | Pacto          | Partido | Votos  | %     | Resultado |
| ---- | --------------------- | ---------- | -------------- | ------- | ------ | ----- | --------- |
| 2016 | Municipales a alcalde | Conchalí   | Fuera de pacto | Ind.    | 8 484  | 28.6  | Alcalde   |
| 2021 | Municipales a alcalde | Conchalí   | Fuera de pacto | Ind.    | 13 789 | 28.77 | Reelecto  |
| 2024 | Municipales a alcalde | Conchalí   | Fuera de pacto | Ind.    | 27 417 | 34.34 | Reelecto  |